# C-802

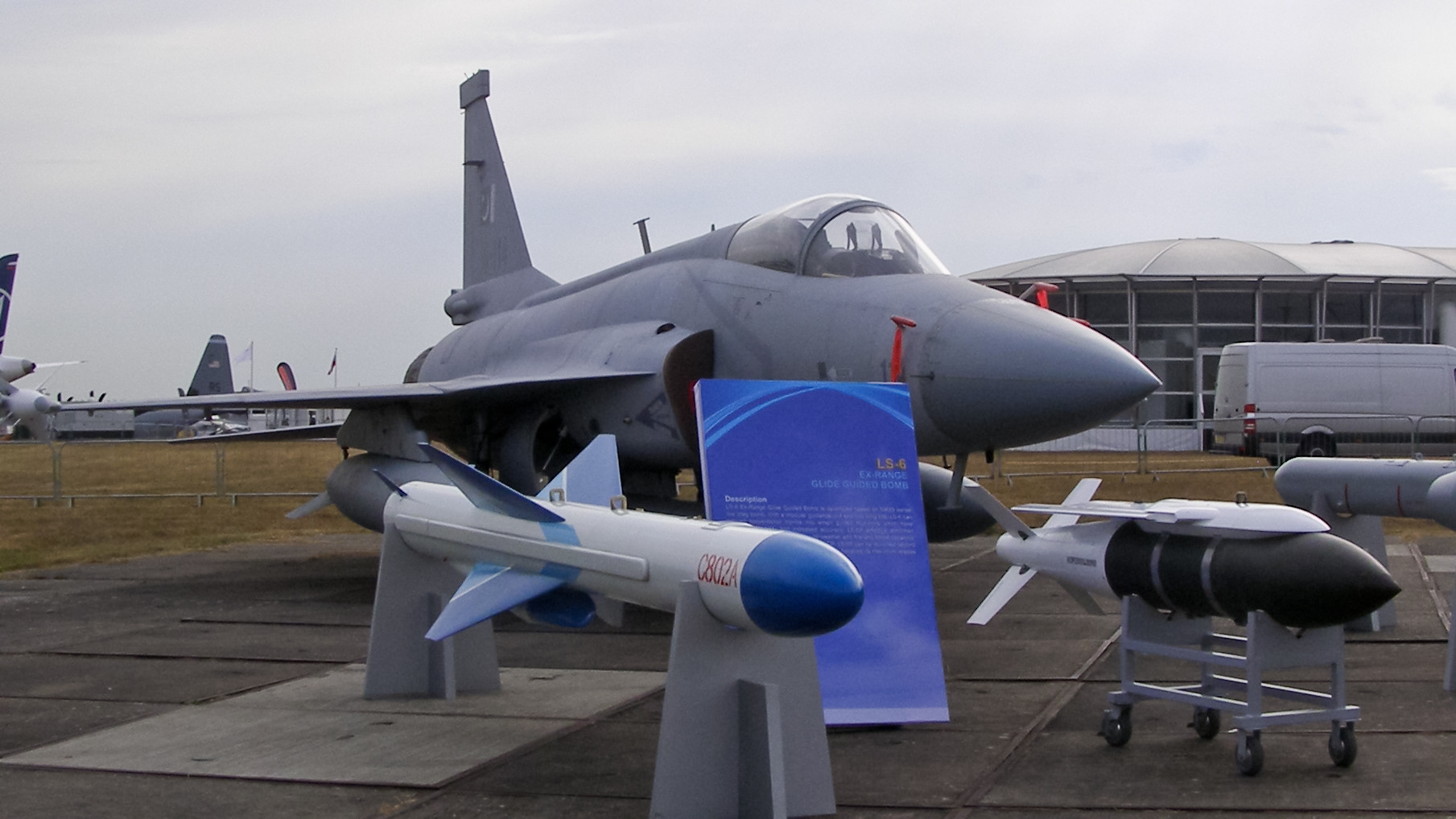
Un exemplaire du C-802A exposé au salon aéronautique de Farnborough de 2010.

Désigné par l'OTAN CSS-N-8 « Saccade », le C-802 (ou YJ-83) est la version d'exportation du missile antinavire chinois C801 (YJ-8). Dévoilé pour la première fois en 1989, il a été conçu par la China Haiying Electro-Mechanical Technology Academy (CHETA), aussi connue sous le nom de « 3e académie ». Il peut être tiré depuis une grande variété de plateformes, qu'elles soient aériennes, de surface ou terrestres. Les sous-marins sont également en mesure de l'employer.

## Caractéristiques
Le C-802 est un dérivé du C-801 (YJ-8) étant doté d'une portée étendue. L'YJ-83 est extérieurement très similaire à l'YJ-8, et est équipé du même accélérateur à poudre et du même système de guidage que ce dernier. La plus grosse différence réside dans le fait que l'YJ-82 remplace son moteur-fusée de vol de croisière par un turboréacteur brûlant un carburant à base de kérosène. Pour cette raison, le fuselage est allongé, afin de pouvoir embarquer le carburant supplémentaire nécessaire. La portée maximale du missile a également été étendue de 40 km (80 pour le C-801A/YJ-81) jusqu'à 120 km. Une autre différence visible est la présence d'une entrée d'air pour alimenter en air le turboréacteur de vol de croisière.
Le corps du missile est fin, et doté d'un nez de forme ovoïde. Il est équipé de quatre ailes en delta sur l'avant, quatre surfaces de contrôle plus petites et quatre grandes ailettes de stabilisation. Les ailes de la queue sont fixées à l'accélérateur à poudre du missile et seront perdues quand il se détachera du reste du fuselage. L'admission d'air du moteur principal est située au milieu du fuselage, entre les ailettes de sustentation. Les ailettes avant et arrière du missile sont repliées lorsque le missile est dans son tube de lancement.
Lorsque le missile est mis à feu, l'accélérateur à poudre (booster) du missile accélère ce dernier à une vitesse de Mach 0,9 en une poignée de secondes. Une fois qu'elle est complètement consumée, il se détache du reste du corps du missile et le turboréacteur prend le relais. Contrôlé par son système de pilote automatique à plateforme inertielle et par son radioaltimètre, le missile vole à une vitesse de croisière de Mach 0,9 et réduit son altitude jusqu'à une valeur comprise entre 10 et 20 m de la surface, en fonction de l'état de la mer. 
Lorsqu'il entre dans sa phase de vol terminale, le missile active et bascule sur son radar actif pour chercher sa cible. Une fois arrivé à seulement quelques kilomètres de celle-ci, son altitude descend à seulement 3 ou 5 m de la surface de l'eau, une valeur assez proche de celle que réalise le missile français Exocet. Cette altitude est par ailleurs légèrement inférieure aux 5 à 7 m que pouvait atteindre le C-801. Il se peut que le missile tente de manœuvrer pendant sa phase de vol terminale, afin de devenir une cible réellement difficile à engager pour les systèmes de défense embarqués des navires visés. Juste avant l'impact, le missile plonge pour atteindre la coque du navire exactement au niveau de sa ligne de flottaison, dans le but d'infliger un maximum de dégâts. Lors du 6e meeting aérien de Zhuhai, qui se tenait fin 2006, le constructeur affirmait que des capacités d'attaque bondissante (pop-up) et de vol avec points de navigation étaient à l'étude.
Alors que le guidage de fin de vol est assuré par le radar, le guidage de vol de croisière est assuré par un système de navigation inertielle. Durant cette phase, le missile est également assisté d'un radioaltimètre, lui permettant de voler très près de la surface de l'eau avec une grande précision. Le radar de phase terminale est de type monopulse et est doté de grandes capacités antibrouillage. Sa charge militaire, constituée de 165 kg d'explosif puissant semi-perforant, s'aide de l'énergie cinétique du missile lors de l'impact pour pénétrer et exploser à l'intérieur de la coque du navire et lui infliger le maximum de dégâts. Ajoutées à la très faible signature radar du missile, toutes ces caractéristiques assurent à l'YJ-82 une plus grande efficacité face aux navires que l'YJ-8/YJ-81. Le constructeur affirme que la probabilité de coup au but de son missile est supérieure à 98 %.

## Évolutions
La plupart des évolutions du C-802 ne proviennent pas du gouvernement chinois mais des fabricants et revendeurs eux-mêmes. La plupart de ces modifications sont focalisées sur le système de guidage du missile.
L'altimètre radar peut par-exemple être remplacé par un altimètre laser, qui est beaucoup moins susceptible d'être détecté par des moyens de surveillance électronique. Ce système laser peut être installé sur n'importe quel missile de cette famille sans difficultés.
L'une des premières mises à jour concernait l'incorporation d'un système de guidage à infrarouge, ce qui donnerait au missile une double capacité de guidage, similaire à celle du missile taïwanais Hsiung Feng II. Des autodirecteurs à imagerie infrarouge et à technologie TV devinrent disponibles plus tard. Le capteur à imagerie infrarouge serait dérivé de ceux déjà présents dans les missiles air-air chinois. Tous ces autodirecteurs sont interchangeables entre eux et cette opération peut être effectuée directement sur les bases navales, sans forcément devoir retourner à l'usine.
Comme les autodirecteurs TV et à imagerie infrarouge sont significativement plus petits que le radar monté à l'origine, le fabricant a profité du gain de place obtenu pour proposer une gamme assez complète de combinaisons de systèmes de guidages : radar + imagerie IR, TV + imagerie IR, IR à double bande (IR + imagerie IR) et TV + imagerie IR. Ces ensembles de double guidage peuvent également être installés directement sur les bases navales. Les médias chinois affirment que le constructeur n'aurait à ce jour reçu aucune commande pour l'un ou l'autre de ses systèmes de guidages combinés, excepté la combinaison radar + IR. Ce serait dû à des problèmes financiers.
Une liaison de données, associé à l'autodirecteur à radar actif (ou sa combinaison avec le guidage par infrarouges), a été installée sur le C-802, afin de lui offrir la possibilité de recevoir des informations sur sa cible en cours de vol. Cette modification, qui n'était au départ qu'une évolution et devait être montée de série sur le successeur C-803, finit par devenir une dotation standard sur ce missile. Le premier tir de ce nouveau C-802 fut mené par un hydravion de lutte anti sous-marine Harbin SH-5 équipé d'un radar britannique. Peu de temps après, d'autres essais furent menés par un avion de patrouille maritime Y-8X doté d'un radar Litton d'origine canadienne.
Basée sur la liaison de données associée à l'autodirecteur radar, une version plus récente, compatible avec tous les modèles d'autodirecteurs fut également développée avec succès, offrant au missile une bien meilleure efficacité en autorisant l'opérateur de tir de voir les images capturées par la tête du missile et en lui permettant de sélectionner précisément ses cibles, même en vol. De la même manière, les pilotes des avions d'attaque américains A-10 Thunderbolt II utilisaient les images fournies par les autodirecteurs à imagerie infrarouge de leurs Mavericks pour viser leurs cibles, au cours de la guerre du Golfe. Cette capacité de ciblage en temps réel est un bénéfice énorme pour le missile, qui peut alors devenir une arme air-sol conventionnelle classique d'une grande efficacité, même si ce type d'emploi ne peut fonctionner qu'avec les autodirecteurs à imagerie. Il n'existe cependant aucune preuve que l'opérateur du tir puisse effectuer une attaque complète grâce à ce système, comme le permet le missile Harpoon américain. Cette nouvelle liaison de données, étroitement dérivé de celle qui n'était associée qu'au radar, n'est différente de cette dernière que par le programme qui la fait fonctionner.
Pour la version tirée depuis les aéronefs, un rail de lancement universel fut également conçu, permettant de réduire de manière significative le temps d'installation des missiles sous leurs pylônes d'emport. En plus, ce nouveau système allait virtuellement permettre à n'importe quel appareil de l'inventaire chinois d'être armé avec un YJ-82K.
Pour la version lancée depuis la surface, la Chine développa un nouveau conteneur-lanceur, capable de contenir un C-801, un C-802 ou un missile anti-sous-marins CY-1. Ce conteneur est finalement devenu standard.

## Histoire opérationnelle

### Chine

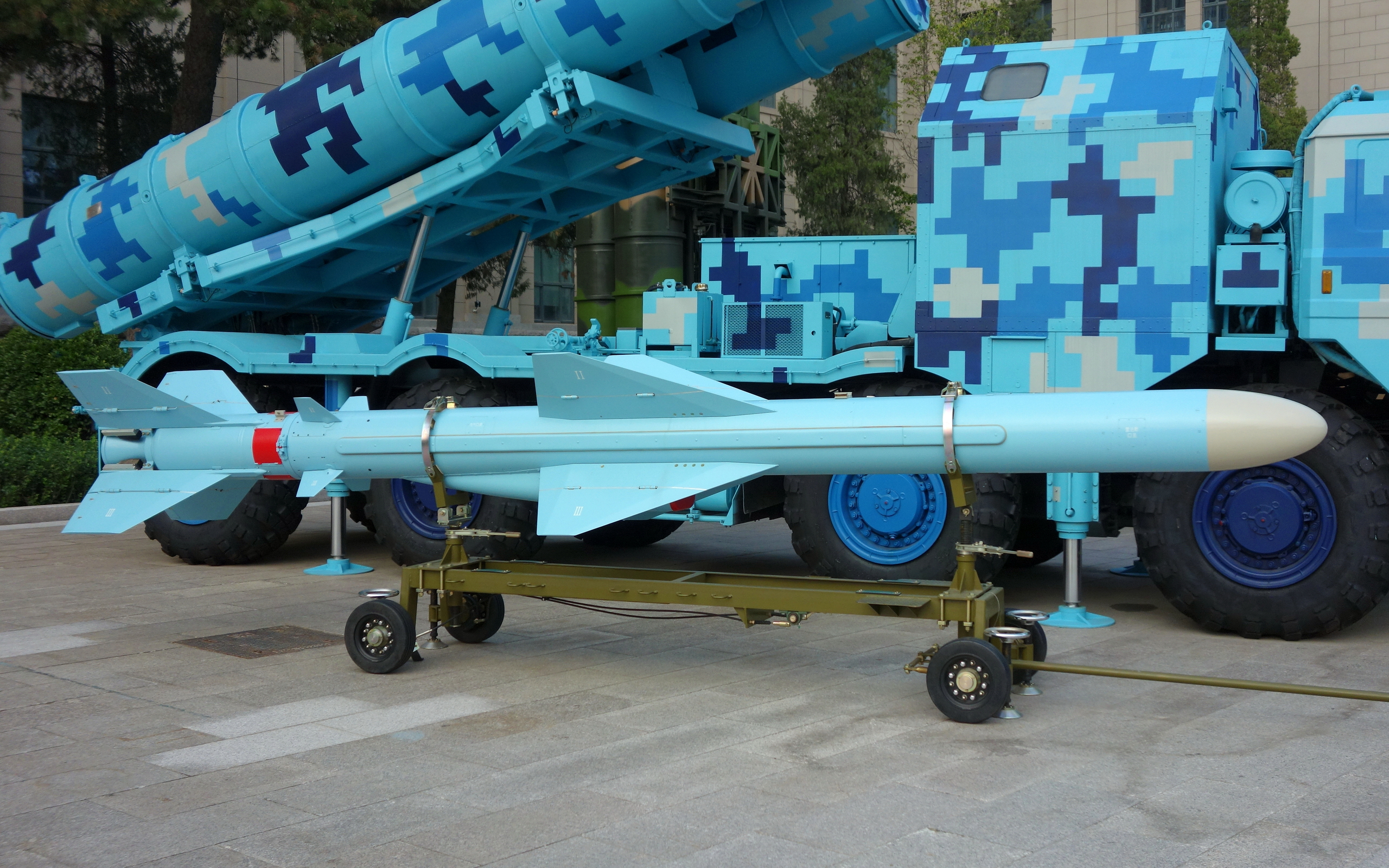
YJ-83J.

En Chine, l'YJ-83 est employé par les navires les plus récents, parmi lesquels des destroyers, des frégates et d'anciens bâtiments mis à jour afin de pouvoir déployer le missile. Des systèmes de radars aéroportés, transportés par des avions ou des hélicoptères sont aussi employés, afin d'étendre la portée de détection au-delà de la portée visuelle.
La version aérienne YJ-85/83K arme le chasseur-bombardier JH-7, qui peut en embarquer quatre. Le missile est également employé dans des missions air-sol, afin de bombarder les ports.

### Moyen-Orient
Au Moyen-Orient, l'Iran aurait acheté environ 60 exemplaires de la version tirée à terre du C-802, juste après la fin de la guerre du Golfe.
Le C-701 (ou son dérivé iranien, le Kowsar) pourrait avoir été employé par les combattants du Hezbollah pour attaquer et endommager la corvette israélienne INS Hanit, au cours du conflit israélo-libanais de 2006,. Il est plus souvent affirmé que le missile C-802, bien plus lourd, serait effectivement l'arme employée, mais il est fort probable que ces affirmations soient basées sur un constat des dégâts initialement exagéré. Si l'on excepte l'avarie de barre et le début d'incendie finalement maîtrisé, le navire a été observé en train de rentrer à sa base par ses propres moyens. En se basant sur l'histoire opérationnelle du missile Harpoon, considéré comme étant assez proche du C-802, on peut légitimement penser que si un vrai C-802 avait été employé, les dommages auraient été bien plus importants.

## Plateformes de lancement
Navales

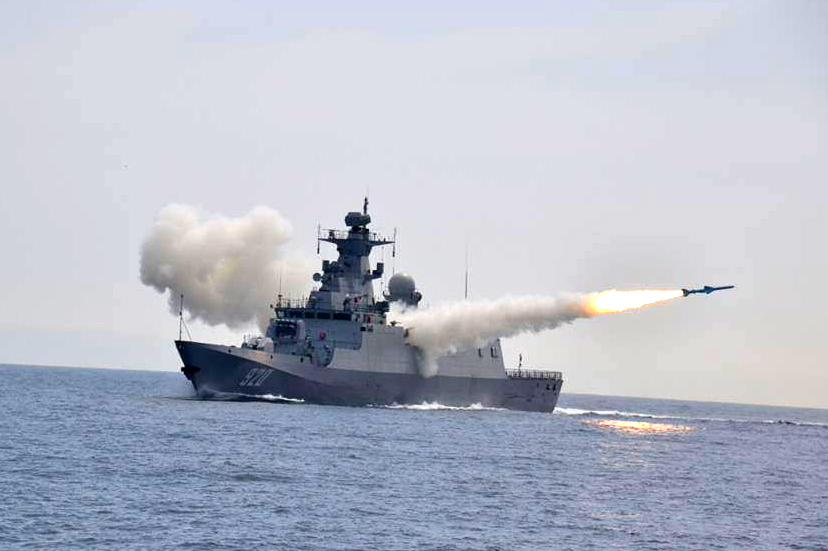
Tir d'un C-802 depuis une corvette algérienne de la classe C28A, le 3 avril 2016.

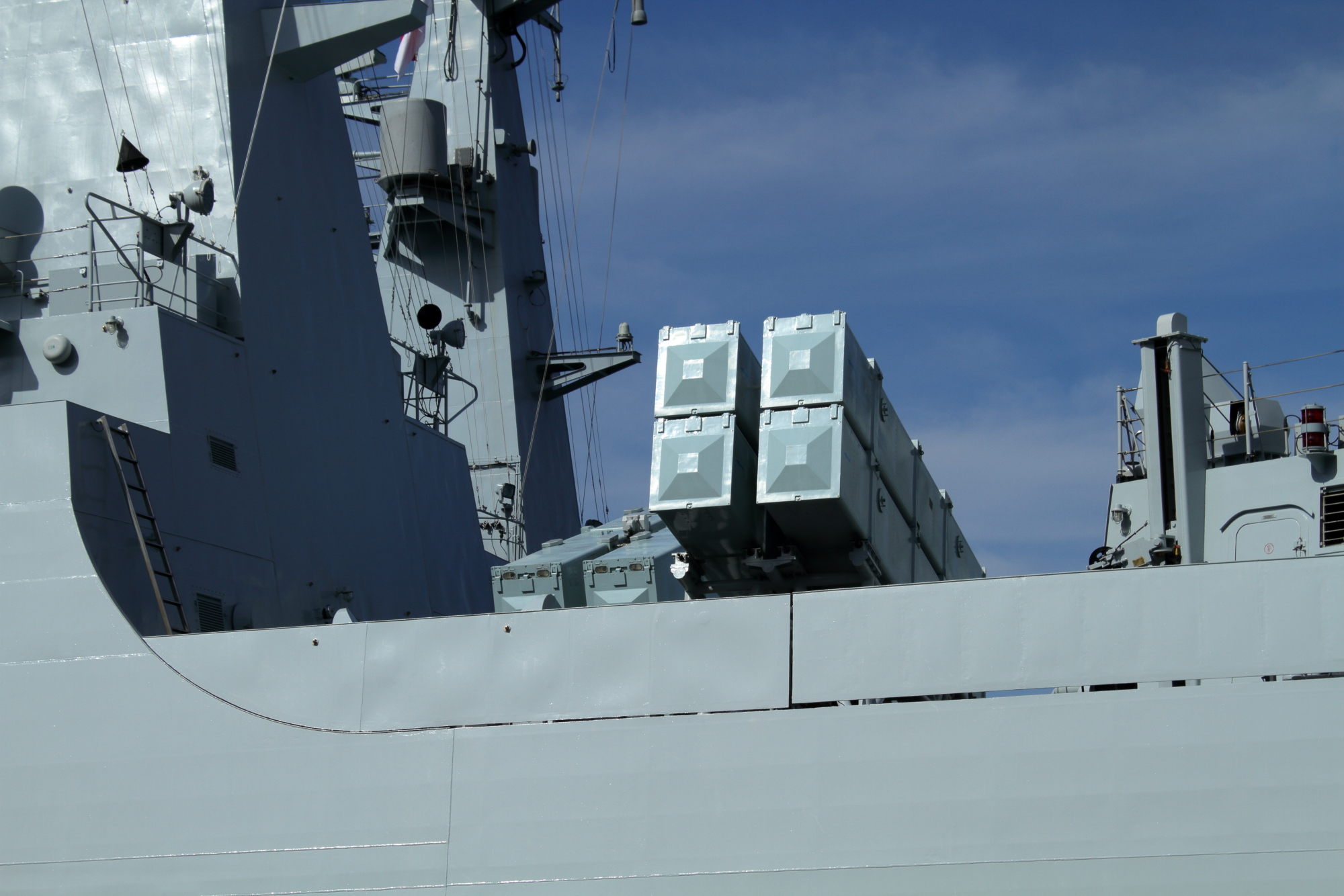
YJ-83.

- Destroyers de classe Luhai (Type 051B)
- Frégates de classe Jiangwei et Jiangwei II
- Frégates de classe Alvand (Saam) (type Vosper Mk.5) et de classe Moudge (missiles Noor, fabriqués par l'Iran)
- Vedettes lance-missiles de classe Houdong (Type 021), aussi désignées classe Thondor (missiles Noor, fabriqués par l'Iran)
- Navires lance-missiles rapides de classe La Combattante IIa et Sina (missiles Noor, fabriqués par l'Iran)
- Frégates F-22P de classe Zulfiquar, marine pakistanaise
- Vedettes lance-missiles de classe Jalalat II
- Bateaux d'attaque de classe PNS Azmat
- Frégate de type 053 H et 053 H2 Jianghu-I
- Corvette de classe Classe C28A, marine algérienne

Aériennes
- Xian H-6 (Chine)
- Xian JH-7 (Chine)
- JF-17 Thunder (Pakistan, C-802A)
- Sukhoi Su-24 (Iran, variante aéroportée Noor)
- F-4 Phantom II (Iran, variante aéroportée Noor)
- Mil Mi-17 (Iran, variante aéroportée Noor)

Autres
- Lanceurs mobiles ou semi-mobiles basés à terre.

## Versions
- YJ-83 (C-802) : version de base ;
- YJ-83K (C-802K) : version lancée depuis les aéronefs ;
- KD-88 (Kong Di-88 ou C-802KD) : version d'attaque au sol de l'YJ-81 équipant la force aérienne chinoise, dévoilée en 2006. Sa portée est de 180 à 200 km et il est doté d'une charge militaire de 165 kg. Il est guidé par une plateforme inertielle pour son vol de croisière, reçoit des mises à jour à mi-parcours via sa liaison de données et termine son attaque grâce à un radar actif. Il est tiré par les bombardiers Xian JH-7 et Xian H-6. Des mises à jour incluent un guidage TV, un guidage par GPS et un autre par radar passif[5] ;
- C-802A (YJ-85) : missile anti-navire lancé depuis les aéronefs, d'une portée de 180 km ;
- C-802AK (YJ-83K) : missile anti-navire lancé depuis les aéronefs, d'une portée de 225 à 250 km ;
- C-802AKG : missile anti-navire lancé depuis les aéronefs, d'une portée de 225 à 250 km[6] ;
- YJ-83 (C-803) : version à portée améliorée, entre 280 et 300 km, et jusqu'à plus de 350 km lorsqu'elle est tirée depuis les airs. Présentée au meeting aérien de Zhuhai de 2012 ;
- YJ-2 : similaire au KD-88, mais emploie un guidage par GPS ;
- YJ-85 (C-805) : variante d'attaque au sol de la famille YJ-8. Il est supposé être guidé par GPS et TERCOM[7],[Note 1] ;
- Noor : version iranienne ;
- CM-802AKG (YJ-83KH) : missile de croisière d'attaque terrestre lancé à distance de sécurité, d'une portée de 280 km.

## Utilisateurs
- Algérie : équipe trois corvettes de la classe C28A de la marine algérienne ;
- Bangladesh : la marine bangladaise a équipé la frégate BNS Osman et a installé d'autres plateformes de tir sur les côtes. Il se pourrait qu'elle en équipe la toute-nouvelle frégate BNS Somudro Joy ;
- Chine : marine chinoise ;
- Indonésie : équipe les bateaux d'attaque rapides de la classe Todak (des navires de classe Albatros construits sous licence) et de frégates de la classe Ahmad Yani de la marine indonésienne ;
- Iran : la marine iranienne posséderait 60 exemplaires de l'YJ-82, déployés en batteries le long des côtes de l'île de Qeshm[1]. À l'origine, 150 missiles avaient été commandés, en conséquence directe des résultats de la guerre du Golfe, mais en raison de la pression des Américains, les livraisons des missiles par les Chinois furent suspendues en 1996, après la livraison du 60e missile[1],[8]. Il est aussi probable que la Chine ait exporté 15 navires de patrouille équipés de ces missiles vers l'Iran. L'Iran possède une version de ce missile appelée Noor ;
- Pakistan : 70 exemplaires sont aux mains de la marine pakistanaise et équipent les frégates F-22P des classes Zulfiquar[9] et Jalalat II. La force aérienne pakistanaise en possède 50 exemplaires, qui arment les avions de combat multirôle JF-17 Thunder ;
- Birmanie : équipe les frégates de classe Aung Zeya, les corvettes de classe Anawratha et les vedettes rapides série 55 de la marine birmane ;
- Thaïlande : 16 exemplaires commandés, qui remplacent les C-801 sur les frégates type 053HT de la marine thaïlandaise[10] ;
- Hezbollah : utilisé pendant le conflit israélo-libanais de 2006 contre un navire israélien ;
- Syrie : marine syrienne.